# Bert – den siste oskulden
Bert – den siste oskulden är en svensk komedifilm som hade biopremiär i Sverige den 25 december 1995, regisserad av Tomas Alfredson och baserad på Bert-böckerna av Anders Jacobsson och Sören Olsson, men fungerar som en fortsättning på TV-serien från 1994. Filmen, som även introducerar nya karaktärer till Berts universum, innehåller skådespelare som Martin Andersson och Cajsalisa Ejemyr.
Filmen gick upp på biograferna med 7-årsgräns, under titeln Bert men när den gavs ut på video 1996 fick den titeln Bert – den siste oskulden. Efter drygt sex månader på biograferna i Sverige hade filmen setts av 418 440 besökare. Den nominerades till en Guldbagge för bästa regi året därpå,  och vann pris på en filmfestival i Bulgarien för "bästa manus".

## Produktion
Filmen spelades in under perioden 27 mars – 2 juni 1995 i Solna, Vällingby och Kärrtorps gymnasium i Kärrtorp.

## Rollista i urval
- Martin Andersson – Bert Ljung
- Cajsalisa Ejemyr – Victoria Pettersson
- Ing-Marie Carlsson – Madeleine "Madde" Ljung, Berts mamma
- Johan Ulveson – Fredrik Ljung, Berts pappa
- Yvonne Lombard – Svea Olsson, Berts mormor
- Povel Ramel – Henry Hoffman, Berts mormors sambo
- Marie Göranzon – Marianne Pettersson, Victorias mor
- Petter Fryklund-Borg – Carl-Philip Silfverbratt
- Sarah Dawn Finer – Camilla Gevert
- Oliver Loftéen – Åke Nordin
- Nick Atkinson – Torleif
- Davide Boati – Lill-Erik
- Martin Lindqvist – Klimpen
- Lill-Babs – sig själv
- Jessica Zandén – Tyra Gævert (Camilla Geverts mor)
- Henrik Schyffert – Allan Ågren, TV-programledare
- Tomas Alfredson – Aage Kastrup
- Johan Rheborg – Jonas Åkerlund, musiklärare
- Lasse Berghagen – Malte Jonsson, rektor
- Peter Dalle – Yanne Reimo, datalärare
- Ewa Fröling – Siv Pagge, lärarinna
- Michael B. Tretow – C. Lidbom, fotograf
- Jeja Sundström – Britta Lundin, konditorilärarinna
- Tomas Tivemark – Tony Werner
- Jakob Eklund – Benny Frisk, tjejförförarexpert
- Magnus Härenstam – Roland Ebert, engelsklärare
- Felix Herngren – Leif Dofse
- Ebba Beckman – bildbandsröst
- Allan Svensson – Bruno Storm, pastor
- Svante Kettner – Håkan Funck
- Lasse Granqvist – Ishockeykommentator
- Michael Hjorth – Mike Hostile
- Johan Kindblom – John Sucker
- Laura Christina Perez – Kickan Bodell
- Olof Johnson – Reine Pynne
- Laila Cahling (a.k.a. Laila Bagge) – Snipsy Arsell
- Per Morberg – Jan Kickander

## Övrigt
Huvudpersonen Bert Ljung, som i denna film är 15 år, är enligt böckerna född den 21 februari och väntade inte med skolan eller gick om. Ändå är det april i 9:an, då Bert borde varit 16 år. (då TV-apparaten står påslagen i bakgrunden talas det om "månadens kille: april".)
I filmens inledning syns en person som bär en gummimask och är utklädd till Alfred Hitchcock. Denna scen påminner på detta sätt om Alfred Hitchcocks välkända cameoroller.
I scenen med Julgruppen nämns det att det är 174 dagar kvar till jul, den 3 juli är det 174 dagar kvar till jul vilket gör det konstigt att Bert och hans klass befinner sig i skolan.
I scenen när Roland Ebert håller en lektion görs en ”omvänd referens” till Magnus Härenstams programledarskap för Jeopardy där han säger ”Kan vi inte försöka bli överens om att det är jag som ställer frågorna och så är det ni som ger svaren?”

## Hemvideo
Filmen släpptes 1996 på VHS och 2008 på DVD.